# مخيم فيمكاب العالمي
مخيم فيمكاب العالمي هو نشاط اجتماعي دولي ينظمه الاتحاد الدولي لحركات الشباب الكاثوليكية، ويتم تنظيم المعسكر العالمي كل ثلاث سنوات، ويجمع المخيم بين العمل الاجتماعي والتبادل بين الثقافات.

## التاريخ
هذه قائمة بالمخيمات السابقة.
| عام  | البلد                       |
| ---- | --------------------------- |
| 1992 | غانا / تشيلي                |
| 2000 | باراغواي                    |
| 2003 | الفلبين                     |
| 2006 | جمهورية الكونغو الديمقراطية |
| 2009 | الهند                       |
| 2012 | باراغواي                    |
| 2015 | رواندا                      |
| 2018 | الفلبين                     |
| 2022 | بوتسوانا                    |

## روابط خارجية
- Article about the Fimcap World Camp 2015 in Rwanda in the Belgian newspaper Nieuwsblad from the 10th of August 2015